# Sheikh Issa Elashury
Sheikh Issa Elashury (tiếng Ả Rập: الشيخ عيسى العاشوري) là một ngôi làng Syria nằm ở Darkush Nahiyah thuộc huyện Jisr al-Shughur, Idlib. Theo Cục Thống kê Trung ương Syria (CBS), ông Sheikh Issa Elashury có dân số 984 trong cuộc điều tra dân số năm 2004.